# Dirk Paulsen
Dirk Paulsen (* 27. Januar 1959 in Berlin) ist ein deutscher Schachspieler. Er war 2014 Dähne-Pokal-Sieger.

## Schach

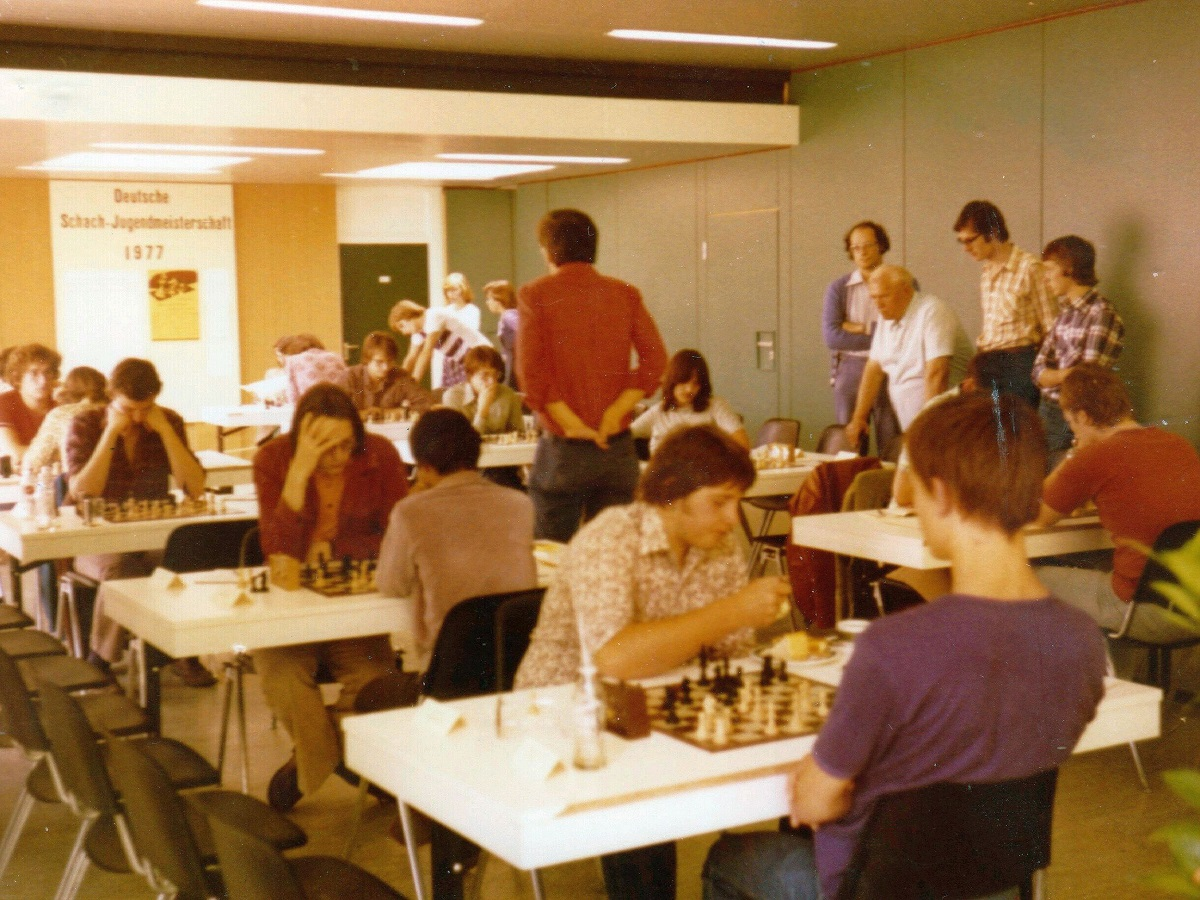
Deutsche Jugendmeisterschaft 1977 in Wallrabenstein, rechts mittig Dirk Paulsen

Seine erste Teilnahme an einer deutschen Meisterschaft war 1977 in Wallrabenstein die Deutsche Meisterschaft der Jugend (West), wo er Vierter wurde unter anderen vor Eric Lobron und Klaus Bischoff.
Er spielte beim Berliner Sommer 1994. Er nahm teil an der Deutschen Meisterschaft 1999 in Altenkirchen (Westerwald), die Robert Hübner gewann. Bei einem Meisterturnier in Tegel übererfüllte er im August 1999 eine Norm zum Erhalt des Titels Internationaler Meister. Er spielte mehrmals bei den Berliner Einzel- und Pokalmeisterschaften. Außerdem nahm er an der 86. Deutsche Schacheinzelmeisterschaft in Saarbrücken teil, die Klaus Bischoff gewann.

### Mannschaftskämpfe
Dirk Paulsen spielte Mannschaftsschach in der deutschen Schachbundesliga in den Spielsaisons 1980/81 und 1981/82 für die SG Bochum 31, für die SVg Lasker Steglitz von 1982 bis 1990. Mit König Tegel spielte er in der Saison 2000/01 in der 1. Liga, für den SK Zehlendorf trat er in der Saison 2005/06 an.
In Österreich war er für den Verein ESV Austria Graz (Sektion Schach) in der Staatsliga A in den Spielsaisons 1997/98 und 2001/02 gemeldet, blieb aber ohne Einsatz.

### Sonstiges
Er ist FIDE-Meister und Mitglied im SC Kreuzberg. Seine höchste Elo-Zahl war 2431 (Juli 2000). Seinen Lebensunterhalt bestreitet er mit Sportwetten.